# Мунуза
Мунуза (араб. عثمان بن نيساء‎, Усман ибн Наисса; исп. Munuza; погиб в 722) — правитель северных регионов Пиренейского полуострова во время арабского завоевания. Точных сведений о нём не сохранилось, а имеющиеся исторические источники противоречивы.

## Биография
В 714 году Омейядский халиф аль-Валид I поручил Мунузе управление захваченными территориями на севере Аль-Андалуса. Для сбора налогов и решения вопросов Мунуза постоянно совершал поездки между городами Астурика Аугуста, Лукус Астурум и Хихон. Он пытался установить хорошие отношения с местными влиятельными семействами, в том числе с королём Астурии Пелайо, которому он даже поручил сбор налогов в своём регионе.
Легенда (впрочем, не подтверждённая историческими источниками) утверждает, что Мунуза влюбился в сестру Пелайо Эрмезинду. Отослав её брата в Севилью для доставки собранных податей (что действительно имело место), Мунуза организовал похищение девушки, за что стал объектом мщения со стороны Пелайо и, в конце концов, поплатился жизнью в битве при Ковадонге.
По другому варианту легенды, после отъезда Пелайо Мунуза усилил настойчивость своих требований по отношению к Эрмезинде. Она не уступала, но всё же согласилась выйти замуж за него для того, что спасти от смерти своего жениха Алонсо, которого Мунуза приказал бросить в тюрьму. Когда Пелайо возвратился и узнал, что Эрмезинда, нарушив данное Алонсо обещание, готова стать женой иноверца, он в ярости собрался убить свою сестру. На свадьбе Пелайо попросил Алонсо поговорить с Эрмезиндой, которая сообщила, что она предпочитает принять яд и умереть в объятиях родного брата. Разгневанный Мунуза вступил в поединок с Пелайо, но в схватке погиб. После этого Пелайо и Алонсо увезли тело девушки в Ковадонгу.